# Scatella marginalis
Scatella marginalis är en tvåvingeart som beskrevs av Wirth 1955. Scatella marginalis ingår i släktet Scatella och familjen vattenflugor. Inga underarter finns listade i Catalogue of Life.